# Loudías (Thessalonique)
Loudías (grec moderne : Λουδίας) est une localité située dans le dème de Chalkidóna, dans le district régional de Thessalonique, dans la periphérie de Macédoine-Centrale, en Grèce.
Selon le recensement de 2011, elle compte 789 habitants.